# Cacia parelegans
Cacia parelegans là một loài bọ cánh cứng trong họ Cerambycidae.